# Thomas Murphy
Thomas Slab Murphy, (27. siječnja 1944.), bio je načelnik stožera Privremene IRA-e. Thomas Murphy osumnjičen je da je naredio izvršenje masakra u Warrenpointu 1979., kada je 18 britanskih vojnika ubijeno. Optužen je, no on je negirao bilo kakvu vezu s IRA-om. Murphy je tužio novine Sunday Times 1998. da su ga istaknuli kao člana IRA-e, ali je izgubio proces. Drugi bivši članovi IRA-e svjedočili su protiv njega. Također je bio osumnjičen zbog sudjelovanja u ilegalnom krijumčarenju.